# QTV
QTV（キューティービー）は、株式会社フロントメディア（現・株式会社ビデオマーケット）が2006年4月30日に試験放送を開始した、完全無料の携帯向けテレビ放送局。2006年5月26日に「Qlick.TV」（クリックドットティービー）の名前で本放送開始。2008年3月、「QTV」にリニューアル。
本放送時には絢香の初ツアーファイナルの、史上初になる3キャリア同時生中継を実現。

## 対応機種
- DoCoMo
- au
- SoftBank